# Porostov
Porostov es un municipio del distrito de Sobrance en la región de Košice, Eslovaquia, con una población estimada a final del año 2024 de 189 habitantes.
Se encuentra ubicado al noreste de la región, en la cuenca hidrográfica del río Bodrog (afluente derecho del Tisza) y cerca de la frontera con la región de Prešov y Ucrania.

## Demografía
| Año        | 1994 | 2004    | 2014    | 2024     |
| ---------- | ---- | ------- | ------- | -------- |
| Población  | 233  | 231     | 213     | 189      |
| Diferencia |      | −0,85 % | −7,79 % | −11,26 % |

| Año        | 2023 | 2024    |
| ---------- | ---- | ------- |
| Población  | 192  | 189     |
| Diferencia |      | −1,56 % |